# Les Jeunes Amants (film, 1960)
Pour les articles homonymes, voir Les Jeunes Amants.
Pour plus de détails, voir Fiche technique et Distribution.
Les Jeunes Amants (Too Soon to Love) est un film américain réalisé par Richard Rush, sorti en 1960.

## Synopsis
Cathy Taylor et Jim Mills, deux adolescents, voient leur amour contrarié par l'attitude du père de Cathy. Ils continuent cependant à se voir à son insu mais bientôt Cathy tombe enceinte. Ils décident ensemble qu'il vaudrait mieux qu'elle avorte, mais ils n'ont pas l'argent pour payer le médecin...

## Fiche technique
- Titre original : Too Soon to Love
- Titre français : Les Jeunes amants[1]
- Réalisation : Richard Rush
- Scénario : Richard Rush et László Görög
- Direction artistique : Vic Ramos
- Photographie : William A. Thompson
- Son : Larry Aicholtz
- Musique : Ronald Stein
- Montage : Stefan Arnsten
- Production déléguée : Mark Lipsky
- Production : Richard Rush
- Société de production : Dynasty Film Corp.
- Société de distribution : Universal Pictures
- Pays d'origine :  États-Unis
- Langue originale : anglais
- Format : Noir et blanc — 35 mm — 1,85:1 — son Mono
- Durée : 85 minutes
- Genre : Mélodrame
- Date de sortie : 
  -  États-Unis : février 1960
  -  France : 31 mars 1961

## Distribution
- Jennifer West : Cathy Taylor
- Richard Evans : Jim Mills
- Warren Parker : M. Taylor
- Ralph Manza : Hughie Wineman
- Jack Nicholson : Buddy
- Jacqueline Schwab : Irene
- Billie Bird : Mme Jefferson
- William Keene : le docteur
- Joan Chandler : rôle indéterminé